# Hester van Lennepbrug
De Hester van Lennepbrug (brug nr. 628) is een brug in het Gerbrandypark in de wijk Slotermeer in Amsterdam Nieuw-West. De fietsbrug ligt in het verlengde van de Freek Oxstraat. 
De werkzaamheden in voorbereiding op het plaatsen van de betonnen paalfundering begonnen op 12 maart 1956. Er moesten voor de brug 22 palen de grond in, voor elk landhoofd elf. Amper een half jaar later was het werk aan de brug afgerond op schilderwerk na.
De esthetisch architect van deze brug en ook de Henriette Voûtebrug (brug 629), ze is in dezelfde periode aanbesteed en gebouwd, is Cornelis Johannes Henke, destijds werkend voor de Dienst der Publieke Werken. Daar waar de meeste fietsbruggen een slijtlaag op het beton krijgen, werd hier nog gekozen voor stoeptegels.
De brug is op 4 mei 2016 officieel vernoemd, althans toen werd de naamplaat bevestigd,  naar de verzetsstrijdster Hester van Lennep.

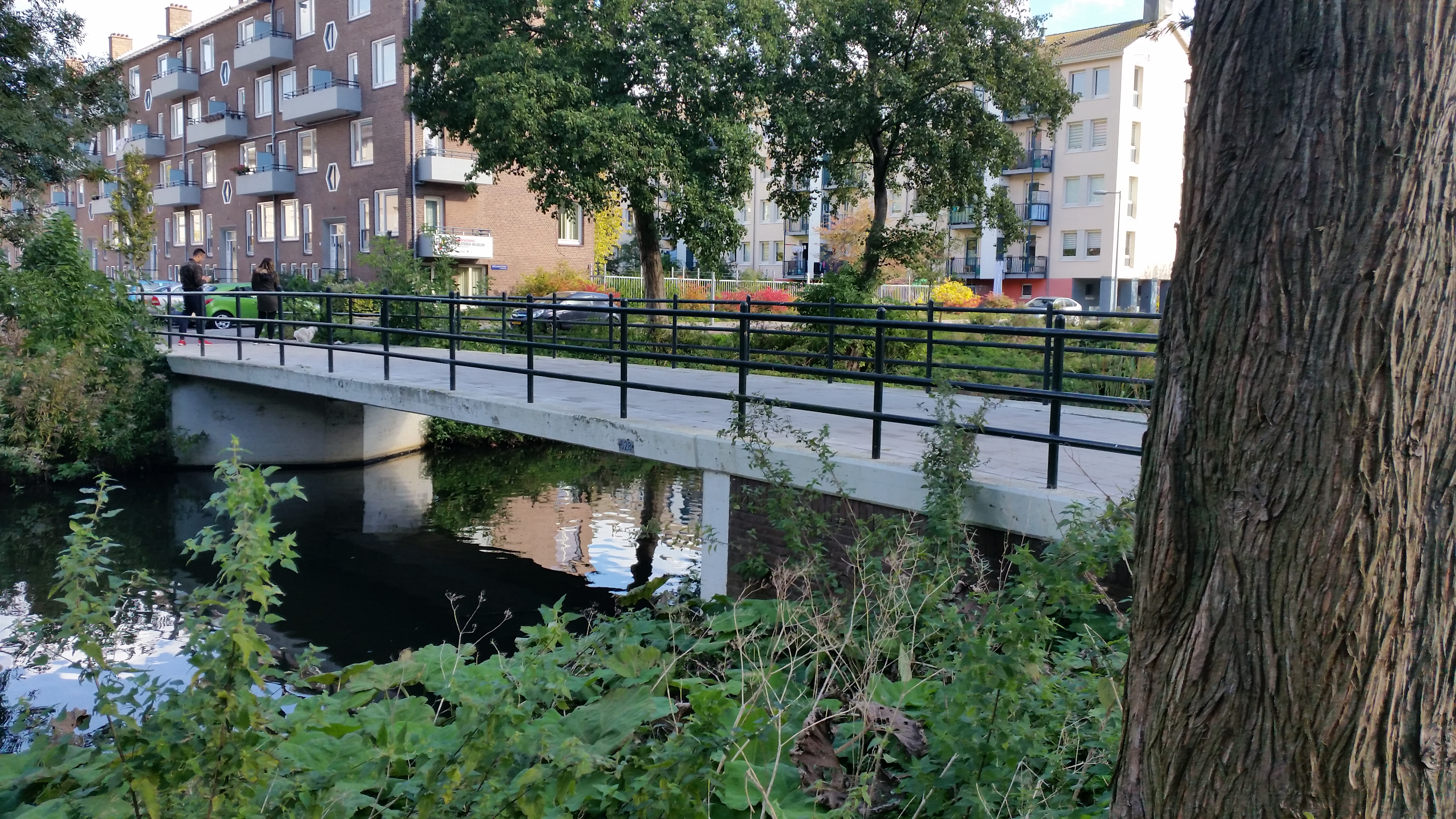
Brug 628 (oktober 2018)

<<< · 600 · 601 · 602 · 603 · 604 · 605 · 606 · 607 · 608 · 609 · 610 · 611 · 612 · 613 · 614 · 615 · 616 · 617 · 618 · 619 · 620 · 621 · 622 · 623 · 624 · 626 · 627 · 628 · 629 · 630 · 631 · 632 · 633 · 634 · 635 · 636 · 637 · 638 · 639 · 643 · 651 · 652 · 653 · 655 · 656 · 657 · 658 · 659 · 660 · 661 · 662 · 663 · 664 · 665 · 666 · 667 · 668 · 669 · 670 · 671 · 673 · 674 · 675 · 676 · 677 · 678 · 679 · 681 · 682 · 683 · 684 · 685 · 687 · 688 · 689 · 690 · 691 · 692 · 695 · 696 · 699 · >>>
Verdwenen brugnummers: 625 (afgebroken brug Sam van Houtenstraat), 640, 644, 645, 646, 647, 648, 650, 672 (duiker Cornelis Lelylaan, Rembrandtpark), 694, 698.
Nooit gebouwd: 649, 680 (nooit gebouwde brug Sloterplas).
Brugnummers 641, 642, 654, 686, 693, 694 en 697 zijn onbekend.